# Høiåsmasten
Der Høiåsmasten ist ein Sendeturm in der Nähe von Halden in Norwegen zur Ausstrahlung der Programme des Norwegischen Rundfunks. Der Høiåsmasten ist mit einer Höhe von 320 Metern das zweithöchste Bauwerk in Norwegen und ein Turm ungewöhnlicher Bauart, denn er besteht aus einem Stahlbetonturm, auf dessen Spitze sich ein abgespannter Stahlfachwerkmast befindet.